# 潔淨的盜賊
Clean Bandit是一個英國電子樂團，在2009年成立於英國英格蘭劍橋。他們由Black Butter Records在2013年發行的單曲〈Mozart's House〉曾登上英國單曲排行榜第17名。2014年1月，古典樂元素伴隨著舞曲節拍的單曲〈Rather Be〉在英國單曲排行榜中奪得冠軍，並持續了四週。 

## 音樂風格
潔淨的盜賊的歌曲被形容為融合了古典和深沉浩室元素的電子音樂。他們大多以像是貝多芬、德弗札克等（最典型的是使用莫札特樂曲於他們的歌曲〈Mozart's House〉）的古典樂曲來編寫歌曲。另外，他們也表示這些歌曲有時帶有一點幽默與半開玩笑。
而他們的歌曲皆是親自製作的，並邀請一些藝人來獻唱。最初，許多唱片公司拒絕簽下潔淨的盜賊，因為他們認為潔淨的盜賊是一個「玩笑樂團」。

## 錄影帶
查圖表示伴隨著歌曲的音樂錄影帶，在整個作品中扮演著重要的角色；錄影帶得在作曲的過程中構想完成。而音樂錄影帶也都是由他們獨自完成，同時也會參考一些文化（像是〈Dust Clears〉錄影帶中的滑冰人就是參考了亨利·雷伯恩的畫作《滑冰的牧师》）。查圖和帕特森也成立了他們自己的製片公司Cleanfilm，以為他們自己和其他的藝人來製作音樂錄影帶。

## 音樂生涯

### 2008－2012年：組團與生涯開端
樂團成員傑克·帕特森、格蕾絲·查圖和米蘭·尼爾·阿明-史密斯在大學時期就讀於劍橋大學耶穌學院時認識。阿明-史密斯在當時和查圖一同帶領一團弦樂四重奏。查圖在那時是帕特森的女朋友，且帕特森會錄下她的表演內容。他開始將這些錄音與鼓聲和一些他創造的電子音樂進行混音，並且播給查圖聽，而她也表示喜歡。之後他們的其中一位共同好友斯塞加瓦-斯塞金圖·基瓦努卡，也加入他們幫忙寫一些歌詞，並且作出了〈Mozart's House〉。他們最終打算組成一個團體。
潔淨的盜賊，這個團名是來自於一個俄羅斯片語的翻譯（查圖和帕特森曾居住於俄羅斯一段時間）；有「徹底的無賴」的意思。

### 2012 - 2015年：《New Eyes》
潔淨的盜賊在2012年12月發行了首張單曲〈A＋E〉，並登上英國單曲排行榜第100名。這首歌是他們即將於2014年6月2日發行的首張專輯《New Eyes》的第一支單曲。他們曾在2012年2月29日於網路上發布單曲〈UK Shanty〉的音樂錄影帶，並邀來超級名模莉莉·蔻兒客串演出。接著他們在2013年3月29日推出專輯的第二支單曲〈Mozart's House〉。這首歌登上英國單曲排行榜第17位，也是他們第一首登上排行榜前20名的歌曲。而第三支單曲〈Dust Clears〉於排行榜上名列第43位。第四支單曲〈Rather Be〉於2014年1月19日發行，找來傑絲·格琳合唱，並且空降英國單曲排行榜冠軍，成為他們首個登上排行榜冠軍的歌曲。他們的首張專輯將由大西洋唱片發行。
潔淨的盜賊在2014年4月14日登上英國廣播公司的《裘斯·荷蘭晚間秀》節目，實現了他們的其中一個夢想。他們在2014年5月宣布舉行一場為期14天的英國巡迴演唱會。

### 2016 年至今：《愛的進化論》和米蘭·尼爾·阿明-史密斯的退出
2016年5月，潔淨的盜賊在他們的第二張錄音室專輯中發行了主打單曲〈Tears〉，該曲由“X音素2015冠軍”Louisa Johnson主唱。英國達人秀表演之後，這首歌在英國排名第五。
2016年10月，小提琴家和鋼琴家米蘭·尼爾·阿明-史密斯宣布離開潔淨的盜賊。兩天後，該樂隊發行了第一首沒有阿明-史密斯的單曲：〈Rockabye〉，其中包括說唱歌手尚恩·保羅和英國歌手安-瑪莉。〈乖乖睡〉成為他們在英國的第二首榜首單曲，並且連續九周保持領先地位。此外，它還成為2016年聖誕節的第一單曲。這首歌在國際榜單上有不俗的影響力，在愛爾蘭，澳大利亞，新西蘭，德國，義大利，瑞典和瑞士名列第一。它還在美國告示牌熱門100單曲上排名第九。2017年3月，三人組合發行了〈Symphony〉，與瑞典歌手莎拉·萊森合作。這首歌在英國單打榜上名列榜首，成為該組在該國的第三首榜首單曲。他們在英國版X音素上首次現場表演了這首歌。6月，樂隊與Marina and Diamonds一起發布了〈Disconnect〉的工作室版本。該曲之前曾在2015年的科切拉音樂節上演出。
2017年10月，清潔的盜賊發布了單曲〈I Miss You〉，由著名作曲家茱莉亞·麥可斯譜曲。它在英國排名前五位，並獲得了鉑金認證。 2018年5月，樂隊發行了第二張專輯的第五首歌曲〈Solo〉，由黛咪·洛瓦托主唱。它於接下來的一個月在英國排行榜上名列榜首，並在該國獲得了鉑金認證。2018年11月，第六張單曲〈Baby〉發行，由Marina and Diamonds以及路易斯·馮西主唱。2018年11月，潔淨的盜賊發行了他們的第二張專輯《愛的進化論》這張專輯與芮塔·歐拉，艾麗·高登，克雷格·大衛，安-瑪莉和酷娃恰莉合作。

## 成員
- 傑克·帕特森（Jack Patterson）－貝斯手、鍵盤手
- 盧克·帕特森（Luke Patterson）－鼓手
- 格蕾絲·查圖（Grace Chatto）－大提琴手
- 米蘭·尼爾·阿明-史密斯（Milan Neil Amin-Smith）－小提琴手（已離團）

## 音樂作品

### 專輯
| 專輯              | 細節                                                                       |
| ----------------- | -------------------------------------------------------------------------- |
| 《New Eyes》      | - 發行日期：2014年6月2日 - 唱片公司：大西洋唱片 - 發行形式：數位下載、CD   |
| 《What Is Love?》 | - 發行日期：2018年11月30日 - 唱片公司：大西洋唱片 - 發行形式：數位下載、CD |

### 單曲

#### 作為主要演出
| 〈A+E〉                                      | 2012年 | 100 | － | － | － | － | － | － | － | － | － | － | － |                                              | 《New Eyes》 |
| 〈Mozart's House〉                           | 2013年 | 17  | － | － | － | － | － | － | － | － | 17 | － | － |                                              | 《New Eyes》 |
| 〈Dust Clears〉                              | 2013年 | 43  | － | － | － | － | － | － | － | － | － | － | － |                                              | 《New Eyes》 |
| 〈Rather Be〉 (featuring Jess Glynne)        | 2014年 | 1   | 2  | 2  | 5  | 2  | 1  | 1  | 1  | 2  | 1  | 2  | 10 | - 英：白金唱片 - 澳：2×白金唱片 - 紐：金唱片 | 《New Eyes》 |
| 〈Extraordinary〉 (featuring Sharna Bass)    | 2014年 | 5   | － | － | － | － | － | 21 | － | － | 7  | － | － |                                              | 《New Eyes》 |
| “－”表示該支單曲於該地區並未上榜或是未發行。 |        |     |    |    |    |    |    |    |    |    |    |    |    |                                              |              |

#### 作為客串演出
| 單曲                                                   | 年分   | 排行榜名次 | 專輯       |
| 單曲                                                   | 年分   | 比 (Vl)    | 專輯       |
| ------------------------------------------------------ | ------ | ---------- | ---------- |
| 〈Intentions〉[A] (Gorgon City featuring Clean Bandit) | 2013年 | 138        | 非專輯單曲 |

- 註記：A ^  〈Intentions〉並未在Ultratop的比利時法蘭德斯單曲榜上，但仍在Ultratop榜上位居第88名，屬於100強歌曲但還未能進入Ultratop榜50強。

## 外部連結
- 官方网站
- 潔淨的盜賊的Facebook專頁
- 潔淨的盜賊的X（前Twitter）
- cleanfilm （页面存档备份，存于）